# Ville-sur-Yron
Ville-sur-Yron ist eine französische Gemeinde mit 296 Einwohnern (Stand 1. Januar 2022) im Département Meurthe-et-Moselle in der Region Grand Est (vor 2016 Lothringen). Sie gehört zum Arrondissement Val-de-Briey und ist Mitglied im Gemeindeverband Communauté de communes Orne Lorraine Confluences. Die Bewohner werden Ville-sur-Yronais und Ville-sur-Yronaises genannt.
Die Gemeinde erhielt 2023 die Auszeichnung „Drei Blumen“, die vom Conseil national des villes et villages fleuris (CNVVF) im Rahmen des jährlichen Wettbewerbs der blumengeschmückten Städte und Dörfer verliehen wird.

## Geografie
Ville-sur-Yron liegt im nördlichen Teil des Départements, etwa 15 Kilometer südsüdwestlich von Val de Briey. Der Fluss Yron durchzieht die Gemeinde und bildet streckenweise die Gemeindegrenze. Nachbargemeinden sind Jarny im Nordwesten, Norden und Nordosten, Bruville im Osten, Mars-la-Tour im Süden, Hannonville-Suzémont im Südwesten sowie Brainville im Westen. Die Gemeinde besteht aus den zusammengewachsenen Ortsteilen Ville-sur-Yron und Ville-aux-Prés und dem Weiler Grizières im Osten der Gemeinde.

## Geschichte
Ursprünglich regierten die Seigneurs de Ville-sur-Yron die beiden Orte. Ihre Herrschaftsrechte gingen später an die Adelsfamilie de Gourcy über. Ville-sur-Yron und Ville-aux-Prés gehörten historisch zum Herzogtum Bar, das 1766 an Frankreich fiel. Bis zur Französischen Revolution lagen die Gemeinden dann im Grand-gouvernement de Lorraine-et-Barrois. Im Jahr 1810 wurde Ville-aux-Prés (1806: 227 Einwohner) zu Ville-sur-Yron eingemeindet. Die vereinigte Gemeinde lag bis 1871 im alten Département Moselle, seither bildet sie einen Teil des Départements Meurthe-et-Moselle.

## Bevölkerungsentwicklung
| Jahr                       | 1962 | 1968 | 1975 | 1982 | 1990 | 1999 | 2007 | 2019 |
| Einwohner                  | 258  | 240  | 209  | 259  | 284  | 293  | 287  | 297  |
| Quellen: Cassini und INSEE |      |      |      |      |      |      |      |      |

## Sehenswürdigkeiten
- Schloss in Ville-aux-Prés, erbaut 1762 für Louis Joseph de Montmorency-Laval, Bischof von Metz
- Schloss La Grange-le-Châtelet aus dem 18. Jahrhundert, im 19. Jahrhundert abgerissen
- Mehrere Bauernhäuser aus dem 18. und 19. Jahrhundert
- Pfarrkirche Saint-Gorgon; die ältesten Teile sind (vermutlich) aus dem 12. Jahrhundert
- Reste einer Wassermühle am Yron, vermutlich aus dem 18. Jahrhundert
- Sehenswerte Grabmäler auf dem Dorffriedhof (Familien Dubois, Crosse und Warin, Dominique Beaudoin)
- Denkmal für die Gefallenen[2]
- Kreuz und Gedenkstein für 41 deutsche und französische Soldaten, die im Deutsch-Französischen Krieg gefallen sind[3]
- Kapelle/Bethaus an der Route du Patis

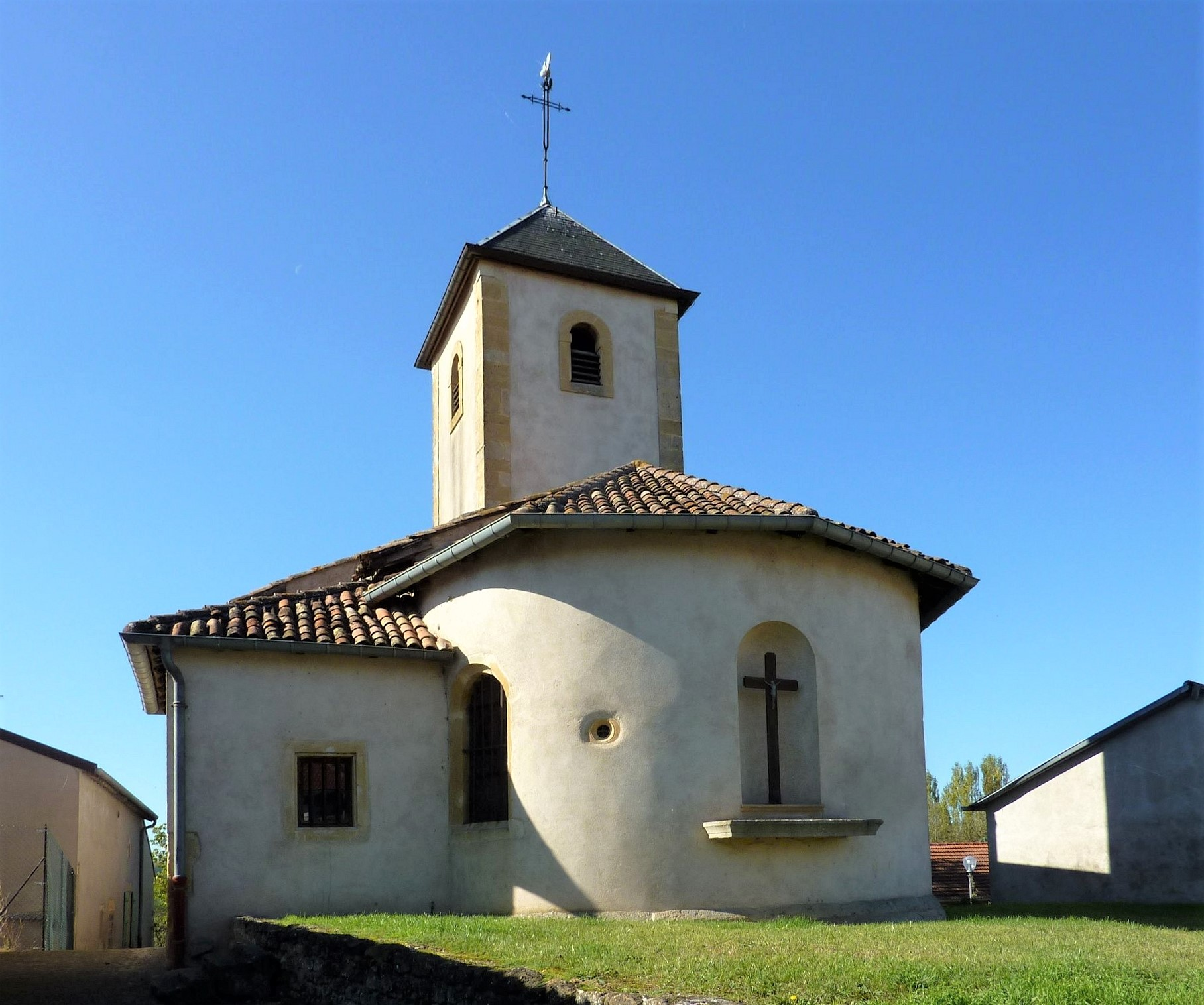
Pfarrkirche Saint-Gorgon
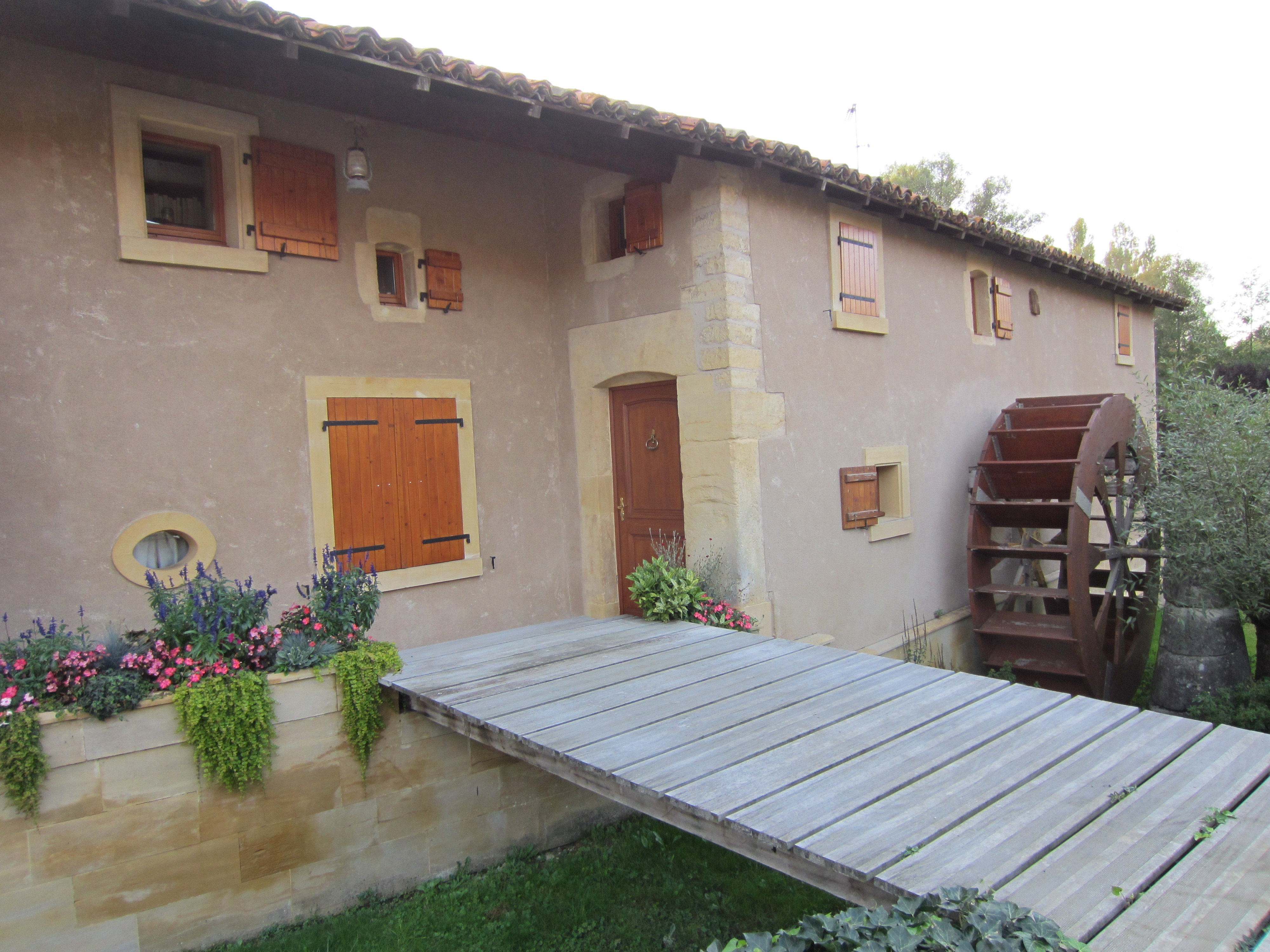
Wassermühle
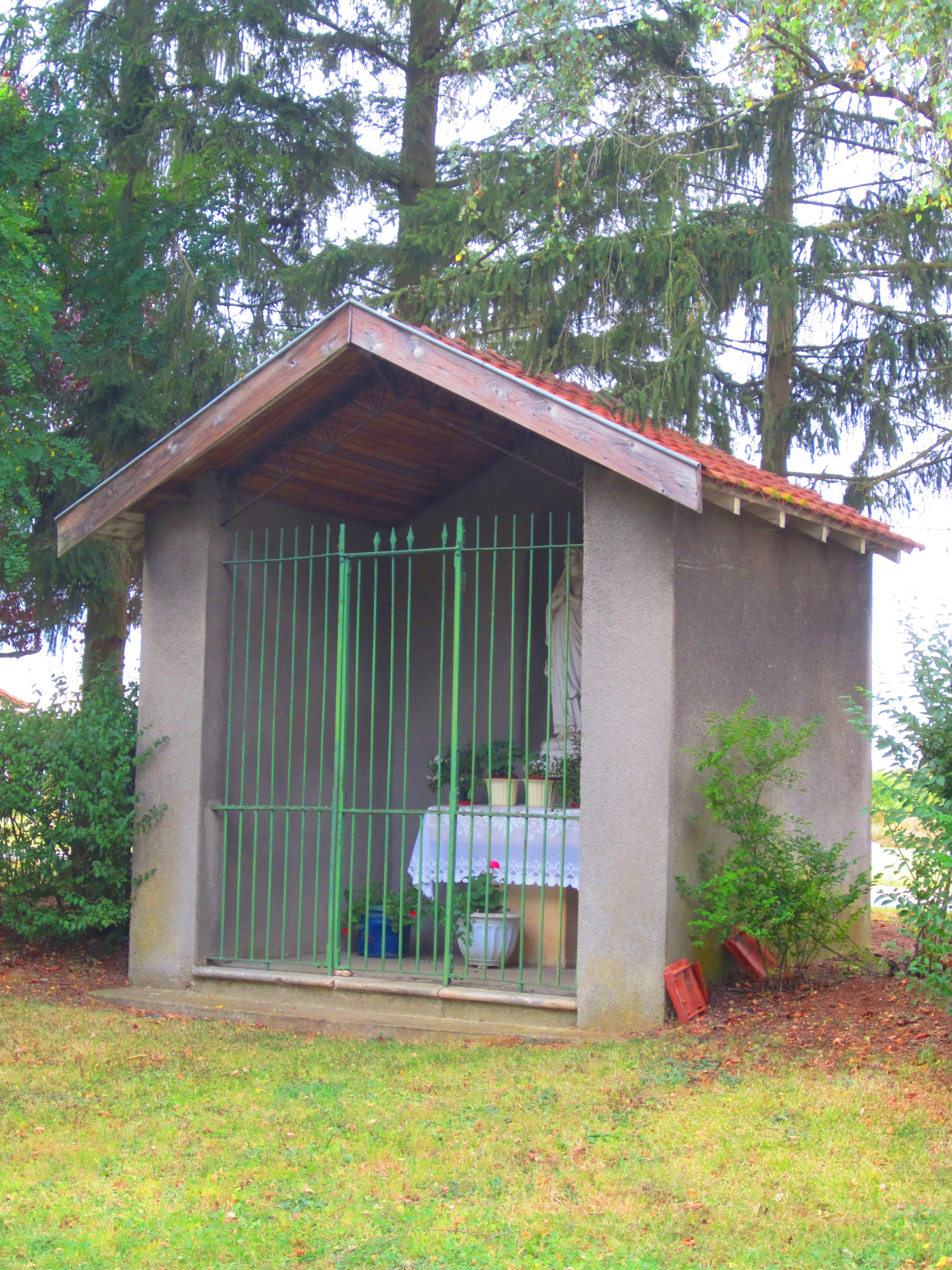
Kapelle/Bethaus